# Nasrin Sotoudeh
Nasrin Sotoudeh (tiếng Ba Tư: نسرین ستوده, cũng viết là Sotoodeh) là luật sư bảo vệ nhân quyền nổi tiếng ở Iran. Bà đã đại diện các chính trị gia và các nhà hoạt động chống chế độ cai trị ở Iran bị cầm tù sau cuộc bầu cử tổng thống Iran, 2009 gây tranh cãi, cũng như những tù nhân bị kết án tử hình về các tội mà họ phạm phải khi còn vị thành niên.
Các khách hàng mà bà bảo vệ gồm có nhà báo nổi tiếng Isa Saharkhiz và Heshmat Tabarzadi, người đứng đầu nhóm đối lập ở Iran bị cấm hoạt động: Mặt trận Dân chủ (Iran). Tháng 9 năm 2010 Sotoudeh đã bị bắt và bị buộc tội loan tin tuyên truyền cùng âm mưu gây hại cho an ninh quốc gia, bị biệt giam trong nhà tù Evin.
Tháng Giêng năm 2011, chính quyền Iran xử phạt Sotoudeh 11 năm tù, ngoài ra còn cấm bà hành nghề luật sư và không được ra khỏi nước trong 20 năm. Theo Reza Khandan, chồng của bà, bà đã tuyên bố là mình đã rút đơn kháng cáo.

## Tiểu sử

### Thời trẻ
Nasrin Sotoudeh sinh năm 1963 trong một gia đình người Iran "trung lưu, sùng đạo". Bà đã hy vọng sẽ học triết học ở trường đại học, và được xếp hạng 53 trong kỳ thi tuyển sinh vào đại học quốc gia Iran, nhưng không đủ điểm để được thu nhận vào học; vì thế bà phải vào học luật ở Đại học Shahid Beheshti tại Tehran. Sau khi tốt nghiệp môn luật quốc tế, Sotoudeh thi đậu cuộc thi hành nghề luật sư năm 1995 nhưng phải chờ 8 năm sau mới được cấp giấy phép hành nghề.

### Sự nghiệp
Nasrin bắt đầu làm việc ở phòng pháp lý của Bộ phụ trách nhà ở của Iran. Sau 2 năm làm việc ở đây, bà sang làm ở ban pháp lý của Bank Tejarat (ngân hàng Thương mại) do nhà nước sở hữu. Trong thời gian làm việc ở ngân hàng này, bà đã tham gia rất nhiều vào việc chuẩn bị hồ sơ pháp lý cùng các luận cứ pháp luật cho nhiều vụ kiện mà Iran đưa ra trước Tòa án trọng tài La Hay trong vụ Tranh chấp Iran – Hoa Kỳ về vụ khủng hoảng con tin, theo thỏa hiệp Algiers ngày 19 tháng 1 năm 1981 mà chính phủ Algérie đứng ra dàn xếp
Việc làm đầu tiên của Sotoudeh trong lĩnh vực nữ quyền là một bộ sưu tập các cuộc phỏng vấn, báo cáo, và các bài viết cho báo "Daricheh". Người trưởng biên tập khâu xuất bản đã từ chối không in bộ sưu tập này, điều đó càng khiến cho Sotoudeh quyết tâm hơn trong việc tranh đấu cho nữ quyền".
Năm 1995 ở tuổi 32 bà dự thi và lấy được chứng chỉ hành nghề luật sư (Kanoon Vokala), trở thành một trong các luật sư hoạt động tích cực nhất của luật sư đoàn. Trong cương vị luật sư, Nasrin đã bảo vệ những trẻ em và các bà mẹ bị lạm dụng tình dục, cùng đấu tranh để các trẻ em này không bị trả lại cho những người cha đã lạm dụng chúng. Bà tin rằng nhiều kẻ lạm dụng tình dục là do bị bệnh hoặc chính họ đã từng là nạn nhân bị lạm dụng trong quá khứ, do đó họ cần được chăm sóc về chuyên môn và được điều trị bằng thuốc. Bà hy vọng rằng các tòa án sẽ sử dụng những chuyên gia về trẻ em và các nhà tâm lý trong việc thẩm tra các vụ lạm dụng tình dục nhằm bảo vệ tốt hơn những trẻ em vô tội.
Bà đã tham gia bào chữa cho nhiều nhà hoạt động và nhà báo nổi tiếng như Isa Saharkhiz, Heshmat Tabarzadi, Nahid Keshavarz, Parvin Ardalan, Omid Memarian, Roya Tolouie và nhiều vụ trẻ em bị lạm dụng tình dục cũng như các vụ án hình sự.
Sotoudeh là người cộng tác mật thiết với Shirin Ebadi người Iran đoạt Giải Nobel Hòa bình  và là người đã kêu gọi chính quyền Iran hãy thả bà ra cùng bày tỏ sự quan tâm về sức khỏe của bà. Trong lời tuyên bố, Shirin Ebadi nói: "Bà Sotoudeh là một trong số các luật sư dũng cảm bảo vệ nhân quyền còn sót lại, người đã chấp nhận mọi rủi ro để bảo vệ các nạn nhân của những vụ vi phạm nhân quyền ở Iran". Cựu tổng thống Cộng hòa Séc Vaclav Havel và bà Zahra Rahnavard, vợ của nhà lãnh đạo phe đối lập Mir-Hossein Mousavi, cũng kêu gọi chính quyền phóng thích Sotoudeh.

## Gia đình
Sotoudeh kết hôn với Reza Khandan. Họ có hai người con. Nasrin thường nhấn mạnh rằng Reza là "một người chồng thực sự hiện đại" luôn ở bên cạnh giúp đỡ bà trong các cuộc đấu tranh của bà.

## Bị bắt
Ngày 28.8.2010, chính quyền Iran bố ráp lục soát văn phòng làm việc của Sotoudeh. Vào thời điểm đó, Sotoudeh là luật sư bảo vệ cho Zahra Bahrami, một người có hai quốc tịch Hà Lan-Iran, bị buộc tội vi phạm luật an ninh; nhưng không biết vụ bố ráp này có liên quan tới Bahrami hay không. Ngày 4.9.2010, nhà chức trách Iran bắt giữ Sotoudeh, cáo buộc bà tội loan tin tuyên truyền và âm mưu gây hại cho an ninh quốc gia. Tổ chức Ân xá Quốc tế đã khẩn cấp kêu gọi chính quyền Iran thả bà ra, coi bà là một "tù nhân lương tâm có nguy cơ bị tra tấn hoặc bị đối xử tàn nhẫn".
Theo hãng thông tấn AP, vụ bắt giữ bà "sẽ báo hiệu việc đàn áp thẳng tay mở rộng của Iran cho phe đối lập ủng hộ dân chủ". Sotoudeh, theo tường trình, bị biệt giam trong nhà tù Evin.

### Tuyệt thực lần thứ nhất
Ngày 25 tháng 9 năm 2010, bà bắt đầu tuyệt thực để phản đối việc chính quyền không cho thân nhân trong gia đình tới thăm và điện thoại cho bà. Theo chồng bà, bà đã chấm dứt tuyệt thực 4 tuần lễ sau vào ngày 23 tháng 10 năm 2010.

### Tuyệt thực lần thứ hai
Ngày 31 tháng 10 năm 2010, theo tin từ tổ chức Chiến dịch quốc tế cho Nhân quyền ở Iran (International Campaign for Human Rights in Iran), Sotoudeh đã tiếp tục tuyệt ẩm thực (không ăn và không uống nước) để phản đối việc giam giữ và đối xử tàn bạo với bà. Ngày 4 tháng 11 năm 2010, hai đứa con nhỏ của bà đã được phép vào thăm mẹ trong nhà tù lần đầu. Theo tin cho biết, chúng thấy mẹ ở trong tình trạng sức khỏe xấu trầm trọng, bị sụt thể trọng rất nhiều.

## Án tù
Ngày 9 tháng 1 năm 2011, nhà chức trách Iran đã kết án Sotoudeh 11 năm tù, trong đó có tội bị cáo buộc là có những "hoạt động chống lại an ninh quốc gia" và "tuyên truyền chống lại chế độ". Ngoài ra, bà còn bị cấm không được hành nghề luật sư và không được rời khỏi nước trong 20 năm.

## Phản ứng quốc tế
Tháng 10 năm 2010, tổ chức Chiến dịch quốc tế cho Nhân quyền ở Iran, Tổ chức Theo dõi Nhân quyền, Ủy ban luật gia quốc tế, Liên đoàn quốc tế Nhân quyền, Liên minh bảo vệ Nhân quyền Iran, Liệp hiệp quốc tế các Luật sư và Tổ chức Thế giới chống Tra tấn kết hợp với tổ chức Ân xá Quốc tế đã ra một tuyên bố chung lên án việc bắt giam Sotoudeh và kêu gọi chính quyền Iran phải thả bà ra ngay lập tức.

## Giải thưởng và Vinh dự
- 2011 PEN/Barbara Goldsmith Freedom to Write Award (Giải Tự do Viết Barbara Goldsmith của Trung tâm PEN Hoa Kỳ)[12]
- 2011 Southern Illinois University School of Law Rule of Law Citation[13]
- 2012 Giải thưởng Sakharov của Nghị viện châu Âu[14]